# 内線電話

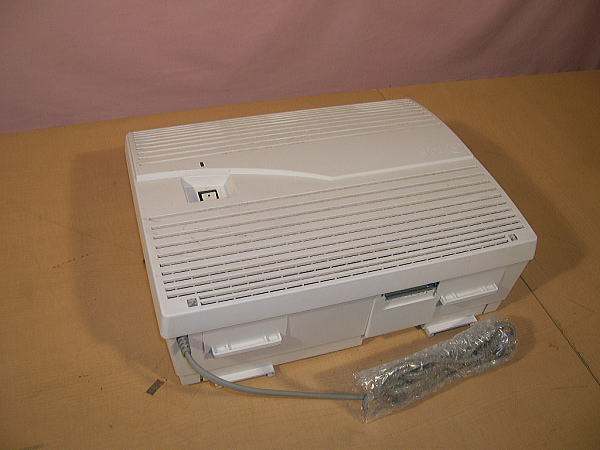
内線電話の回線管理をする主装置

内線電話（ないせんでんわ）とは、組織内専用の電話番号で通話できる電話網である。公衆交換電話網と相互接続されているのが一般的である。有線電気通信法では、電気通信事業者以外が設置するものを私設電話と呼ぶ。
大規模な企業では、電気通信事業者から専用線を借り構内交換機を設置したり、仮想内線網サービスを契約したりして、内線電話網を構築している。
小規模な事業所では、ビジネスフォン・多機能ボタン電話システムまたはキーテレホンと呼ばれる、小規模内線電話システムが導入されている場合が多い。交換機能を担う主装置と複数の端末のセットでシステムを構成する。

## 内線電話網に求められる機能
内線通信網へ求められる機能として次があげられる。

### 通話機能
ダイヤルイン外線から端末に割り当てられた電話番号で直接呼び出すもの。月額付加使用料金が必要であるが、接続されなかった場合に通話料金が不要である。
追加ダイヤルイン（セカンドトーン呼出し）外線から呼出し用代表番号へ発信し、内線番号をDTMFで呼出すもの。月額付加使用料金は不要であるが、代表番号に接続された段階から通話料金が積算される。
ページング特番をダイヤルすることにより、構内に設置された・また電話機内蔵のスピーカーから呼び出しや放送をする。ポケットベル（無線呼び出し）の英語名「pager」（ページャー）から。
コールウェイティング（キャッチホン）通話中に他の回線からの着信があった場合に切り替えて通話する。
三者通話通話中に他の回線を追加して通話する。
割り込み通話緊急時などに通話中の回線に割り込んで通話する。
電話会議多数の端末間で通話を行うもの。
通話予約
内線キャンプオン他の相手と通話中の内線を登録することにより、通話終了時にその内線へ発信するもの。
外線予約外線が全て使用中の時に外線通話を予約する。

リセットコール（ステップコール）通話先が話中の場合に1桁数字をダイヤルすることで電話番号の最後の1桁を変えて発信する。
発信元番号表示
通話拒否
発信元番号通知・非通知選択

### 代表機能
自動着信呼分配 (Automatic Call Distribution)コールセンター等で使用される。
一斉着信同一代表番号の電話機が一斉に呼び出し状態になる。
順次サーチ着信側の電話機を順位が高い順に呼び出す。
ラウンドロビン前回呼出しの次の電話機を呼び出す。
通話累積時間対応者の通話時間を均等化する。
待ち時間順待ち時間の長い対応者へ着信。
オペレータ優先度対応者へ重み付けをして、負荷分散を行う。

コールピックアップ同一グループに属する電話機への着信に応答する。
コールパーク通話を切断せずに保留し、同一グループに属する電話機で通話する機能。
代表番号通知代表番号での着信の場合その番号を通知する。複数の代表番号の子機として登録されている場合や個別番号での着信と区別するために使用する。

### 転送機能
条件をつけての転送を行うことも多い。
保留転送接続中の呼を保留とし、ダイヤルした指定先へ転送する。
発信元条件転送発信元の情報により、予め指定した先へ転送する。
話中転送（着信側ビジー転送）着信先が話し中の場合、指定先に転送する。
無応答転送指定時間内に応答しない場合、指定先へ転送する。
圏外転送電源OFF又はサービスエリア圏外等端末を認証できない場合に指定先へ転送する。
時間帯別転送（夜間閉塞）時間帯によって、予め指定された別々の着信先へ転送するもの。
無条件転送予め指定した着信先へ無条件で転送する。

### 自動音声応答・録音
自動音声応答・録音 (Interactive Voice Response) は、オペレータなどの負担軽減のために、自動音声応答とDTMFや音声認識により発信者自身が操作を行えるようにするものである。
音声認識 (Automatic speech recognition)音声認識で一次受付などを行うもの。
通話録音通話内容を録音する。
留守番電話不在時などに発信元からの着信を録音する。
ボイスメール特定の相手への伝言を録音する。
メッセージ転送録音内容を指定の端末に転送する。
着信通知留守番電話・ボイスメールの着信を指定の端末に通知する。

### Computer Telephony Integration
顧客関係管理 (Customer Relationship Management) のために、コンピュータと電話とを結びつけた機能が求められるようになっている。
スクリーンポップアップナンバーディスプレイなどの発信者の情報により、顧客データベースをオペレータ端末に表示する。また、着信履歴などの自動更新を行う。
コールエスカレーション対応したオペレータがうまく対応できなかった場合、ヘルプボタンを押すことでそれまでの対応状況・顧客情報と共により専門性の高いオペレータに転送するもの。
自動発信
プレビューダイヤリングオペレータが予め顧客情報を確認した上で、顧客を選択して自動発信するもの。
プレディクティブダイヤリングコンピュータがオペレータの対応終了や顧客の状況をデータベースから予想して自動発信し、顧客から応答のあった通話のみオペレータと接続するもの。
自動コールバック輻輳などで応答できなかった場合に、顧客に電話番号を入力してもらい、対応できる状況になった場合に自動で呼び返すもの。

### 管理機能
外線グループ配分内線電話グループごとに外線の最大着信数・最大発信数を設定し、着信応答の円滑化・他のグループの通信確保を行う。
PHS・コードレス電話端末の位置登録
プレゼンス管理応答者の状態を登録し、それに応じた端末設定・他者への状態通知を行う。
自動経路選択 (Automatic Route Selection)伝送路の有効活用・障害部分の迂回・通話料金節約のための経路選択を行う。
運用監視・統計情報分析故障検知や料金・通話先の統計分析を行う。
停電補償停電時の動作のための電源を確保しておく。

### 内線電話クラス
内線電話クラスによる通話先制限が行われる。
超特甲外線の国際電話に至るまで全ての通話が可能
特甲外線は国内電話のみ
準特甲外線は国内の近距離のみ
甲外線は市内通話のみ（他の設定の場合もある）
準甲外線は着信のみ（外線発信を中継台経由で可能なこともある）
乙内線通話のみ
丙同一内線グループ通話のみ
丁同一内線グループからの着信のみ
夜間受付夜間に外線からの受付専用として使用

## 内線電話網の構成と利用方法
コスト削減と機能拡充のため各種構成が使用される。

### 事業所集団電話
事業所集団電話 (centrex service) とは、電気通信事業者の施設内に事業所用の内線電話交換機を設置して、レンタルするサービス。内線1回線ごとに電話加入権が必要である。ダイヤルインサービスなどに置き換えられた。

### 仮想内線網
仮想内線網 (Virtual Private Network) は、公衆網内に仮想的な内線網を構築し、定額の料金で通信できるサービスである。

### 公専接続
公専接続 (connection of public telephone networks with internal private circuit) とは、公衆交換電話網と内線の通話の際に、公衆網を通過する距離を短くし公衆網の利用料金を安くする手法である。公衆網の通話料金が距離に比例して高くなっていた時代に使用されていた。

### 公専公接続
公専公接続 (connection of public telephone networks by internal private circuit) とは、公衆交換電話網相互間の通話の際に、専用通信回線で中継し利用料金を安くする手法である。公衆網の利用料金が高い時代には、電気通信事業者の保護のため禁止されていたが、段階的に自由化された。

## 内線電話網の歴史
1868年、トーマス・グラバーが長崎市南山手のグラバー邸から高島の小島の別荘へ海底ケーブルを引き、日本初の私設電話を設置した。
1886年、足尾銅山に日本初の私企業の私設電話が設置された。 
1902年、加入電話と私設電話との接続が可能となった。
手動交換機の時代は交換手が内線相互の接続も行っていた。1940年代から、ステップバイステップ交換機により内線相互通話のダイヤル自動化が行われたが、外線との相互接続は交換手が行っていた。
1950年代から、クロスバー交換機により内線からの外線発信が自動化された。外線から内線への通話は中継台経由であった。
1960年代から、事業所集団電話・ダイヤルインサービスの開始により外線から内線への直接着信も可能となった。
1980年代から、電子化・デジタル化が行われ多機能化した。
2010年代に入り、日本のIP電話のグループ内通話定額制より、通話料金の節約よりその他の機能が重要となった。